# Olimpiadi degli scacchi del 1978
Le Olimpiadi degli scacchi del 1978 si svolsero a Buenos Aires, in Argentina, dal 25 ottobre al 12 novembre. Furono previsti sia un torneo open che uno femminile.
Il torneo venne ospitato nello stadio del river Plate, che pochi mesi prima aveva ospitato le partite del campionato mondiale di calcio 1978.

## Torneo open
Dopo il boicottaggio delle Olimpiadi di Haifa, 65 nazioni parteciparono alla competizione, inclusi tutti i paesi del blocco sovietico. Per assicurare un numero pari di partecipanti, l'Argentina schierò due squadre: i giocatori totali furono infine 388, divisi in rappresentative da sei (quattro titolari e due riserve). Come nella precedente edizione, il torneo venne giocato secondo il sistema svizzero, questa volta a 14 turni.
Dopo i primi turni di assestamento, l'Unione Sovietica, favorita per l'oro, guadagnò la testa solitaria del gruppo dopo la vittoria per 2,5-1,5 contro l'Ungheria, l'altra grande favorita, al quinto turno. La Danimarca, salita al secondo posto, lo mantenne fino al settimo turno, per poi essere superata dalla Germania Ovest, mentre gli Stati Uniti persero pesantemente (3-1) con i sovietici. Questi però giocarono male per tre turni consecutivi, perdendo con la Germania Ovest e pareggiando con Israele e Svezia, finendo terzi alle spalle degli statunitensi, alla pari con gli ungheresi.
Prima degli ultimi due turni gli ungheresi guidavano con mezzo punto sugli statunitensi e con un punto sui sovietici, che a loro volta avevano 1,5 punti sugli israeliani, quarti. Vincendo 3-1 con il Canada l'Unione Sovietica guadagnò mezzo punto sugli ungheresi e superarono gli Stati Uniti; l'Ungheria riuscì tuttavia a conquistare l'oro battendo 3-1 la Jugoslavia all'ultimo turno, mentre i sovietici non andarono oltre i 2,5 punti sui Paesi Bassi, guadagnando comunque l'argento. Fu la prima volta che l'Unione Sovietica, pur partecipando, non vinse l'oro.

### Partecipanti
- Andorra
- Argentina[2]
- Australia
- Austria
- Belgio
- Bermuda
- Bolivia
- Brasile
- Bulgaria
- Canada
- Cile
- Cina
- Colombia
- Cuba
- Danimarca
- Emirati Arabi Uniti
- Ecuador
- Filippine
- Finlandia
- Francia
- Galles
- Germania Ovest
- Giamaica
- Giappone
- Giordania
- Guatemala
- Guyana
- Hong Kong
- Inghilterra
- Indonesia
- Islanda
- Fær Øer
- Isole Vergini Americane
- Isole Vergini Britanniche
- Israele
- Jugoslavia
- Libia
- Lussemburgo
- Malaysia
- Marocco
- Mauritania
- Messico
- Paesi Bassi
- Norvegia
- Nuova Zelanda
- Paraguay
- Perù
- Polonia
- Porto Rico
- Rep. Dominicana
- Romania
- Scozia
- Siria
- Spagna
- Sri Lanka
- Stati Uniti
- Svezia
- Svizzera
- Trinidad e Tobago
- Tunisia
- Ungheria
- Unione Sovietica
- Uruguay
- Venezuela
- Zaire

### Risultati assoluti
| Pos. | Squadra          | Giocatori | Elo  | Punti |
| ---- | ---------------- | --- | ---- | ----- |
|      | Ungheria         | GM Lajos Portisch, GM Zoltán Ribli, GM Gyula Sax, GM András Adorján, GM István Csom, GM László Vadász                                                            | 2570 | 37    |
|      | Unione Sovietica | GM Boris Spasskij, GM Tigran Petrosyan, GM Leŭ Paluhaeŭski, GM Boris Gul'ko, GM Oleh Romanyšyn, GM Rafayel Vahanyan                                              | 2620 | 36    |
|      | Stati Uniti      | GM Lubomir Kavalek, GM Walter Browne, GM Anatolij Lejn, GM Robert Byrne, GM James Tarjan, GM William Lombardy                                                    | 2553 | 35    |
| 4    | Germania Ovest   | GM Robert Hübner, GM Wolfgang Unzicker, GM Helmut Pfleger, GM Klaus Darga, GM Hans-Joachim Hecht, Otto Borik                                                     | 2540 | 33    |
| 5    | Israele          | GM Roman Dzindzichashvili, GM Vladimir Liberzon, MI Shimon Kagan, MI Yaacov Bleiman, MI Nathan Birnboim, MI Yehuda Grünfeld                                      | 2509 | 32,5  |
| 6    | Romania          | GM Florin Gheorghiu, GM Victor Ciocâltea, MI Theodor Ghiţescu, GM Mihai Șubă, MI Mihail Viorel Ghindă, MI Octav Troianescu                                       | 2468 | 32,5  |
| 7    | Danimarca        | MI Svend Hamann, Ole Jakobsen, Jens Kristiansen, Steen Fedder, Carsten Høi, Kaj Blom                                                                             | 2416 | 32    |
| 8    | Polonia          | GM Włodzimierz Schmidt, Adam Kuligowski, MI Aleksander Sznapik, MI Jan Adamski, MI Krzysztof Pytel, MI Andrzej Filipowicz                                        | 2449 | 32    |
| 9    | Spagna           | GM Jesús Díez del Corral, GM Arturo Pomar Salamanca, MI Ricardo Calvo Mínguez, MI Juan Manuel Bellón López, MI Francisco Javier Sanz Alonso, Manuel Rivas Pastor | 2429 | 32    |
| 10   | Svizzera         | GM Viktor Korčnoj, MI Warner Hug, MI Andre Lombard, MI Heinz Wirthensohn, Andreas Huss, MI Edwin Bhend                                                           | 2484 | 32    |

### Risultati individuali
Furono assegnate medaglie ai giocatori di ogni scacchiera con le tre migliori percentuali di punti per partita.
|                                | Giocatore                   | Punti            | Partite          | %                |
| Prima scacchiera               | Prima scacchiera            | Prima scacchiera | Prima scacchiera | Prima scacchiera |
| ------------------------------ | --------------------------- | ---------------- | ---------------- | ---------------- |
|                                | GM Viktor Korčnoj           | 9                | 11               | 81,8             |
|                                | GM Orestes Rodríguez Vargas | 8                | 10               | 80,0             |
|                                | GM Ulf Andersson            | 10               | 13               | 76,9             |
| Seconda scacchiera             |                             |                  |                  |                  |
|                                | Adam Kuligowski             | 10               | 13               | 76,9             |
|                                | MI Peter Biyiasas           | 9                | 12               | 75               |
|                                | Yrjö Rantanen               | 8                | 11               | 72,7             |
| Terza scacchiera               |                             |                  |                  |                  |
|                                | GM Georgi Tringov           | 8,5              | 11               | 77,3             |
|                                | GM Leŭ Paluhaeŭski          | 8                | 11               | 72,7             |
|                                | GM Gyula Sax                | 8,5              | 12               | 70,8             |
| Quarta scacchiera              |                             |                  |                  |                  |
|                                | Glenn Bordonada             | 7                | 9                | 77,8             |
|                                | MI Juan Manuel Bellón López | 10               | 13               | 76,9             |
|                                | Cicero Braga                | 8                | 11               | 72,7             |
| Quinta scacchiera (1ª riserva) |                             |                  |                  |                  |
|                                | GM James Tarjan             | 9,5              | 11               | 86,4             |
|                                | MI Mathan Birnboim          | 6                | 8                | 75,0             |
|                                | GM Silvino García Martínez  | 8                | 11               | 72,7             |
| Sesta scacchiera (2ª riserva)  |                             |                  |                  |                  |
|                                | John Turner                 | 6,5              | 7                | 92,9             |
|                                | Zhang Weida                 | 6,5              | 8                | 81,3             |
|                                | Roberto Navarro             | 6                | 8                | 75               |

#### Medaglie individuali per nazione
| Nazione                 |   |   |   | Totali |
| ----------------------- | - | - | - | ------ |
| Svizzera                | 1 | 0 | 0 | 1      |
| Polonia                 | 1 | 0 | 0 | 1      |
| Bulgaria                | 1 | 0 | 0 | 1      |
| Filippine               | 1 | 0 | 0 | 1      |
| Stati Uniti             | 1 | 0 | 0 | 1      |
| Isole Vergini Americane | 1 | 0 | 0 | 1      |
| Perù                    | 0 | 1 | 0 | 1      |
| Canada                  | 0 | 1 | 0 | 1      |
| Unione Sovietica        | 0 | 1 | 0 | 1      |
| Australia               | 0 | 1 | 0 | 1      |
| Israele                 | 0 | 1 | 0 | 1      |
| Cina                    | 0 | 1 | 0 | 1      |
| Svezia                  | 0 | 0 | 0 | 1      |
| Finlandia               | 0 | 0 | 0 | 1      |
| Ungheria                | 0 | 0 | 0 | 1      |
| Brasile                 | 0 | 0 | 0 | 1      |
| Cuba                    | 0 | 0 | 0 | 1      |
| Messico                 | 0 | 0 | 0 | 1      |

## Torneo femminile
Il torneo femminile vide la partecipazione di 32 squadre nazionali formate da un massimo di quattro giocatrici, di cui una riserva, per un totale di 125 partecipanti. La formula del torneo fu quella a doppio turno: le squadre vennero divise in quattro gruppi da otto, ed in seguito in quattro finali.

### Prima fase
Nella tabella seguente sono elencati i gruppi in cui vennero divise le squadre. In grassetto e corsivo sono evidenziate le squadre qualificate alla finale A, in grassetto quelle qualificate alla finale B e in corsivo quelle qualificate alla finale C.
| Gruppo 1         | Gruppo 2       | Gruppo 3   | Gruppo 4   |
| ---------------- | -------------- | ---------- | ---------- |
| Inghilterra      | Argentina      | Bolivia    | Australia  |
| Finlandia        | Danimarca      | Brasile    | Bulgaria   |
| Francia          | Germania Ovest | Canada     | Colombia   |
| Messico          | Islanda        | Galles     | Giappone   |
| Nuova Zelanda    | Monaco         | India      | Porto Rico |
| Paesi Bassi      | Scozia         | Jugoslavia | Romania    |
| Unione Sovietica | Stati Uniti    | Polonia    | Spagna     |
| Venezuela        | Ungheria       | Svezia     | Uruguay    |

### Risultati assoluti
| Pos.     | Squadra          | Giocatrici                                                                                                 | Elo      | Punti    |
| Finale A | Finale A         | Finale A                                                                                                   | Finale A | Finale A |
| -------- | ---------------- | --- | -------- | -------- |
|          | Unione Sovietica | GMF Maia Chiburdanidze, MI Nona Gaprindashvili, GMF Nana Alexandria, GMF Elena Achmilovskaja               | 2370     | 16       |
|          | Ungheria         | MIF Zsuzsa Veröci, MIF Mária Ivánka, MIF Zsuzsa Makai, Rita Kas                                            | 2260     | 11       |
|          | Germania Ovest   | Anni Laakmann, Gisela Fischdick, Barbara Hund, Hannelore Weichert                                          | 2143     | 11       |
| 4        | Jugoslavia       | Gordana Marković, MIF Vlasta Maček, MIF Amalija Pihajlić, Olivera Prokopović                               | 2197     | 11       |
| 5        | Polonia          | MIF Hanna Ereńska-Radzewska, Grażyna Szmacińska, Anna Jurczyńska, Małgorzata Wiese                         | 2147     | 10,5     |
| 6        | Spagna           | Nieves García Vicente, MIF Pepita Ferrer Lucas, María del Pino García Padrón, María Luisa Cuevas Rodríguez | 2043     | 8,5      |
| 7        | Bulgaria         | GMF Tatiana Lemačko, Velička Krumova, MIF Vesmina Šikova, MIF Venka Asenova                                | 2175     | 8,5      |
| 8        | Inghilterra      | MIF Jana Miles, Sheila Jackson, Susan Caldwell, MIF Elaine Pritchard                                       | 2130     | 7,5      |
| Finale B |                  | |          |          |
| 9        | Svezia           | MIF Borislava Borisova, Jolanta Dahlin, Siv Begtsson, Pia Cramling                                         | 2072     | 15       |
| 10       | Romania          | MIF Elisabeta Polihroniade, GMF Gertrude Baumstark, MIF Margareta Mureşan, Daniela Nuţu                    | 2183     | 15       |
| 11       | Paesi Bassi      | GMF Alexandra Van der Mije, MIF Corry Vreeken, Hanneke Can Parreren, Erika Belle                           | 2140     | 10       |
| Finale C |                  | |          |          |
| 17       | Danimarca        | Nina Høiberg, Merete Haahr, MIF Ingrid Larsen                                                              | 1967     | 13       |
| 18       | Canada           | Nava Shterenberg, Angela Day, Vesma Baltgailis                                                             | 1907     | 13       |
| 19       | Colombia         | MIF Ilse Guggenberger, Rosalba Patiño, Esperanza Gómez, Idalia Zapata                                      | 1880     | 12       |
| Finale D |                  | |          |          |
| 25       | Galles           | Jane Garwell, Deborah Evans, Hazel Brunker, Hele Clare Watkins                                             | 1880     | 17       |
| 26       | Islanda          | Guðlaug Þorsteinsdóttir, Ólöf Þráinsdóttir, Birna Norðdahl, Suana Samúelsdóttir                            | 1800     | 13,5     |
| 27       | Venezuela        | Edelmira García La Rosa, Layde Casique, Iris Arteaga, Luz Estela Niño del Táchira                          | 1800     | 12       |

### Risultati individuali
Furono assegnate medaglie alle giocatrici di ogni scacchiera con le tre migliori percentuali di punti per partita.
|                             | Giocatrice              | Punti            | Partite          | %                |
| Prima scacchiera            | Prima scacchiera        | Prima scacchiera | Prima scacchiera | Prima scacchiera |
| --------------------------- | ----------------------- | ---------------- | ---------------- | ---------------- |
|                             | GMF Maia Chiburdanidze  | 9                | 11               | 81,8             |
|                             | Jane Garwell            | 9,5              | 12               | 79,2             |
|                             | MIF Borislava Borisova  | 8,5              | 11               | 77,3             |
| Seconda scacchiera          |                         |                  |                  |                  |
|                             | MI Nona Gaprindashvili  | 9,5              | 11               | 86,4             |
|                             | GMF Gertrude Baumstark  | 10               | 13               | 76,9             |
|                             | MIF Mária Ivánka        | 10               | 13               | 76,9             |
| Terza scacchiera            |                         |                  |                  |                  |
|                             | GMF Nana Alexandria     | 8                | 10               | 80,0             |
|                             | Barbara Hund            | 9,5              | 12               | 79,2             |
|                             | Anna Jurczyńska         | 7,5              | 10               | 75,0             |
| Quarta scacchiera (riserva) |                         |                  |                  |                  |
|                             | GMF Elena Achmilovskaja | 10               | 10               | 100,0            |
|                             | Pia Cramling            | 9                | 11               | 81,8             |
|                             | Dolly Teasley           | 7,5              | 10               | 75,0             |
|                             | Helen Clare Watkins     | 6                | 8                | 75,0             |

#### Medaglie individuali per nazione
| Nazione          |   |   |   | Totali |
| ---------------- | - | - | - | ------ |
| Unione Sovietica | 4 | 0 | 0 | 4      |
| Galles           | 0 | 1 | 1 | 2      |
| Svezia           | 0 | 1 | 1 | 2      |
| Romania          | 0 | 1 | 0 | 1      |
| Ungheria         | 0 | 1 | 0 | 1      |
| Germania Ovest   | 0 | 1 | 0 | 1      |
| Polonia          | 0 | 0 | 1 | 1      |
| Stati Uniti      | 0 | 0 | 1 | 1      |

## Medagliere
| Nazione                 | Torneo open      | Torneo open      | Torneo open      | Torneo open          | Torneo open          | Torneo open          | Torneo femminile | Torneo femminile | Torneo femminile | Torneo femminile     | Torneo femminile     | Torneo femminile     | Totale | Totale | Totale | Totale |
| Nazione                 | Torneo a squadre | Torneo a squadre | Torneo a squadre | Medaglie individuali | Medaglie individuali | Medaglie individuali | Torneo a squadre | Torneo a squadre | Torneo a squadre | Medaglie individuali | Medaglie individuali | Medaglie individuali | Totale | Totale | Totale | Totale |
| Nazione                 |                  |                  |                  |                      |                      |                      |                  |                  |                  |                      |                      |                      |        |        |        |        |
| ----------------------- | ---------------- | ---------------- | ---------------- | -------------------- | -------------------- | -------------------- | ---------------- | ---------------- | ---------------- | -------------------- | -------------------- | -------------------- | ------ | ------ | ------ | ------ |
| Unione Sovietica        | 0                | 1                | 0                | 0                    | 1                    | 0                    | 1                | 0                | 0                | 4                    | 0                    | 0                    | 5      | 2      | 0      | 7      |
| Ungheria                | 1                | 0                | 0                | 0                    | 0                    | 1                    | 0                | 1                | 0                | 0                    | 1                    | 0                    | 1      | 2      | 1      | 4      |
| Stati Uniti             | 0                | 0                | 1                | 1                    | 0                    | 0                    | 0                | 0                | 0                | 0                    | 0                    | 1                    | 1      | 0      | 2      | 3      |
| Polonia                 | 0                | 0                | 0                | 1                    | 0                    | 0                    | 0                | 0                | 0                | 0                    | 0                    | 1                    | 1      | 0      | 1      | 2      |
| Svizzera                | 0                | 0                | 0                | 1                    | 0                    | 0                    | 0                | 0                | 0                | 0                    | 0                    | 0                    | 1      | 0      | 0      | 1      |
| Bulgaria                | 0                | 0                | 0                | 1                    | 0                    | 0                    | 0                | 0                | 0                | 0                    | 0                    | 0                    | 1      | 0      | 0      | 1      |
| Filippine               | 0                | 0                | 0                | 1                    | 0                    | 0                    | 0                | 0                | 0                | 0                    | 0                    | 0                    | 1      | 0      | 0      | 1      |
| Isole Vergini Americane | 0                | 0                | 0                | 1                    | 0                    | 0                    | 0                | 0                | 0                | 0                    | 0                    | 0                    | 1      | 0      | 0      | 1      |
| Svezia                  | 0                | 0                | 0                | 0                    | 0                    | 1                    | 0                | 0                | 0                | 0                    | 1                    | 1                    | 0      | 1      | 2      | 3      |
| Germania Ovest          | 0                | 0                | 0                | 0                    | 0                    | 0                    | 0                | 0                | 1                | 0                    | 1                    | 0                    | 0      | 1      | 1      | 2      |
| Galles                  | 0                | 0                | 0                | 0                    | 0                    | 0                    | 0                | 0                | 0                | 0                    | 1                    | 1                    | 0      | 1      | 1      | 2      |
| Perù                    | 0                | 0                | 0                | 0                    | 1                    | 0                    | 0                | 0                | 0                | 0                    | 0                    | 0                    | 0      | 1      | 0      | 1      |
| Canada                  | 0                | 0                | 0                | 0                    | 1                    | 0                    | 0                | 0                | 0                | 0                    | 0                    | 0                    | 0      | 1      | 0      | 1      |
| Australia               | 0                | 0                | 0                | 0                    | 1                    | 0                    | 0                | 0                | 0                | 0                    | 0                    | 0                    | 0      | 1      | 0      | 1      |
| Israele                 | 0                | 0                | 0                | 0                    | 1                    | 0                    | 0                | 0                | 0                | 0                    | 0                    | 0                    | 0      | 1      | 0      | 1      |
| Cina                    | 0                | 0                | 0                | 0                    | 1                    | 0                    | 0                | 0                | 0                | 0                    | 0                    | 0                    | 0      | 1      | 0      | 1      |
| Finlandia               | 0                | 0                | 0                | 0                    | 0                    | 1                    | 0                | 0                | 0                | 0                    | 0                    | 0                    | 0      | 0      | 1      | 1      |
| Brasile                 | 0                | 0                | 0                | 0                    | 0                    | 1                    | 0                | 0                | 0                | 0                    | 0                    | 0                    | 0      | 0      | 1      | 1      |
| Cuba                    | 0                | 0                | 0                | 0                    | 0                    | 1                    | 0                | 0                | 0                | 0                    | 0                    | 0                    | 0      | 0      | 1      | 1      |
| Messico                 | 0                | 0                | 0                | 0                    | 0                    | 1                    | 0                | 0                | 0                | 0                    | 0                    | 0                    | 0      | 0      | 1      | 1      |